# Tiberio Crispi
Tiberio Crispi (ur. 31 stycznia 1498 w Rzymie, zm. 6 października 1566 w Sutri) – włoski kardynał.

## Życiorys
Urodził się 31 stycznia 1498 roku w Rzymie, jako syn Vincenza Crispiego i Silvii Ruffini. W latach 1542–1545 pełnił rolę prefekta Zamku św. Anioła. 6 lipca 1543 roku został wybrany biskupem Sessa Aurunca. 19 grudnia 1544 roku został kreowany kardynałem diakonem i otrzymał diakonię Sant'Agata alla Suburra. W 1546 roku zrezygnował z zarządzania diecezją, a później pełnił rolę administratora apostolskiego Amalfi (1547–1561, 1564–1565), Nepi i Sutri oraz Sessa Aurunca (1565–1566). W okresie 1545–1548 był legatem w Perugii a w latach 1559–1561 – kamerlingiem Kolegium Kardynałów. 20 listopada 1551 roku został podniesiony do rangi kardynała prezbitera, zachowując kościół tytularny, na zasadzie pro hac vice. 7 listopada 1565 roku został podniesiony do rangi kardynała biskupa i otrzymał diecezję suburbikarną Sabina. Zmarł 6 października 1566 roku w Sutri.